# آن بيرتيلوت
آن بيرتيلوت (بالفرنسية: Anne Berthelot)‏ هي مختصة في الدراسات القروسطية ‏ فرنسية، ولدت في 1 نوفمبر 1957.